# Не бойся, я с тобой! 1919
«Не бойся, я с тобой! 1919» (азерб. Qorxma, mən səninləyəm! 1919) — приключенческий фильм режиссёра Юлия Гусмана, снятый совместно киностудией «Азербайджанфильм» имени Джафара Джабарлы и российской кинокомпанией «ВайТ Медиа» при участии Министерства культуры и туризма Азербайджанской Республики. Фильм является продолжением снятого в 1981 году телефильма Гусмана «Не бойся, я с тобой». Седьмой кинофильм режиссёра. Действие картины разворачивается через 20 лет после событий, описанных в первом фильме, в 1919 году в Азербайджане на фоне бурных событий, связанных с провозглашением независимости республики.
Презентация фильма состоялась 15 ноября 2013 года во Дворце имени Гейдара Алиева в Баку. 17 декабря фильм был показан на Тульском фестивале «Улыбнись, Россия!», где единогласным решением жюри был отмечен как лучший фильм, а Полад Бюль-Бюль оглы был награждён отдельным дипломом за музыку к фильму.

## Сюжет
Действие фильма происходит в 1919 году в провозглашённой недавно Азербайджанской Демократической Республике. Фильм рассказывает об истории двух влюблённых друг в друга молодых людей, Фархада и Ширин, на фоне беспорядков и общей неопределённости. Однако на пути влюблённых встаёт давняя вражда их родителей — Теймура и Гафур-бека, являющихся ярыми политическими противниками. Теймур, отец девушки, является убеждённым сторонником установления в Азербайджане цивилизованного демократического режима, Гафур-бек же, отец отчаянного Фархада, со своим ближайшим сподвижником бандитом Абдуллой намеревается изменить политическую ситуацию за счёт мирной революции. Похитив Ширин с целью устранения её отца от дел, Гафур-бек отвлекает внимание Теймура. На помощь Теймуру приходят его старые друзья, уже знакомые зрителю по первому фильму Рустам и Сан Саныч. Фархад же старается освободить любимую из плена и переубедить отца.

## В ролях
| Актёр                | Роль                                                                                                  |
| -------------------- | --- |
| Полад Бюль-Бюль оглы | Теймур Мамикбеков, муж Телли, отец Мурада, Ширин и Лейлы, друг Рустама и Сан Саныча, депутат меджлиса |
| Гамида Омарова       | Телли Мамикбекова, жена Теймура                                                                       |
| Заур Шафиев          | Мурад Мамикбеков, старший сын Теймура и Телли, капитан авиации                                        |
| Кристина Гюльалиева  | Ширин Мамикбекова, средняя дочь Теймура и Телли, невеста Фархада                                      |
| Лейла Бюль-Бюль      | Лейла Мамикбекова, младшая дочь Теймура и Телли                                                       |
| Лев Дуров            | Александр Александрович (Сан Саныч)                                                                   |
| Мухтарбек Кантемиров | Рустам, друг Теймура и Сан Саныча                                                                     |
| Эльдар Гасымов       | Фархад, сын Гафур-бека, жених Ширин                                                                   |
| Бахрам Багирзаде     | Гафур-бек, отец Фархада, депутат меджлиса                                                             |
| Михаил Ефремов       | полицмейстер                                                                                          |
| Игорь Золотовицкий   | Абдулло, глава банды наёмников, союзник Гафур-бека                                                    |
| Теймур Бадалбейли    | Чони по прозвищу Волкодав, шофёр Теймура, бывший полковой разведчик                                   |
| Анатолий Равикович   | Григорий Яковлевич Шапиро, директор цирка-шапито                                                      |
| Галина Коньшина      | Роза Шапиро, супруга директора                                                                        |
| Эдгард Запашный      | Данила, ученик Сан Саныча, дрессировщик                                                               |
| Андрей Васильев      | английский генерал Ричардсон                                                                          |
| Владимир Долинский   | майор Смит, комиссар английской разведки                                                              |
| Мабут Магеррамов     | Гочу Мирза, одноглазый                                                                                |
| Садиг Ахмедов        | Гочу Алпан                                                                                            |
| Рауф Ахмедов         | Гочу Рауф                                                                                             |
| Парвиз Мамедрзаев    | Гочу Самир                                                                                            |
| Азад Гусейнов        | Гочу Азад                                                                                             |
| Илькин Нагиев        | Гочу Илькин                                                                                           |
| Рауф Юсупов          | Гочу Гияс                                                                                             |
| Руфат Назар          | Гочу Мамед                                                                                            |
| Нубар Новрузова      | тётя Фархада                                                                                          |
| Нурия Ахмедова       | Зульфия, тётя Фархада со стороны матери                                                               |
| тигрица Шакира       | тигрица Афина                                                                                         |

## В эпизодах
| Актёр                 | Роль                                                               |
| --------------------- | ------------------------------------------------------------------ |
| Юлий Гусман           | шпрехшталмейстер                                                   |
| Гаджимурад Ягизаров   | военный министр                                                    |
| Виктор Евграфов       | Пономаренко, красный командир                                      |
| Михаил Гусман         | журналист, выступающий на митинге                                  |
| Владимир Вишневский   | поэт, выступающий на митинге                                       |
| Ровшан Аскеров        | выступающий на митинге                                             |
| Балаш Касумов         | выступающий на митинге                                             |
| Юрий Кобаладзе        | грузинский представитель, выступающий на митинге                   |
| Адыль Меликасланов    | председательствующий                                               |
| Таир Иманов           | таможенник                                                         |
| Джабир Иманов         | таможенник                                                         |
| Ильгар Мусаев         | командир корабля                                                   |
| Мурад Дадашев         | конферансье                                                        |
| Физули Мусаев         | старейшина                                                         |
| Николай Ефремов       | сын полицмейстера                                                  |
| Яна Никитина          | гувернантка                                                        |
| Дмитрий Быков         | немец Вальтер, бригадир                                            |
| Дмитрий Архангельский | кочегар                                                            |
| Абасс Кязимов         | банщик                                                             |
| Идрис Рустамов        | старик с стадом овец, пытавшийся пройти через таможню              |
| Агахан Салманлы       | рыбак, привезший рыбу с письмом                                    |
| Евгений Балуев        | Соломон (Моня) Гусман, мальчик в ресторане, будущий отец режиссера |
| Айтекин Мамедова      | Лола Барсук, девочка в ресторане, будущая мать режиссёра           |
| Рафаэль Агаев         | ученик Сан Саныча                                                  |
| Илькин Шахбазов       |                                                                    |
| Салман Байрамов       |                                                                    |
| Юрий Омельченко       |                                                                    |
| Надир Абдулрагимбеков |                                                                    |
| Вадим Эпштейн         |                                                                    |
| Александр Нахимсон    |                                                                    |
| Надир Алиев           |                                                                    |

## Критика
Денис Ступников (InterMedia) подверг фильм критике, указав на разобщённость и хаотичность поступков героев, неубедительное противопоставление «щадящей „революции роз“» революции пролетарской и менее удачный (в сравнении с оригиналом) саундтрек: «Если бы „Не бойся, я с тобой! 1919“ оказался новогодним мюзиклом, претензий к нему было бы намного меньше. Но, увы, Юлий Гусман произвёл на свет такую „неведому зверушку“, которой не найти применения ни в прикладных, ни в декоративных целях».